# Moss Christie

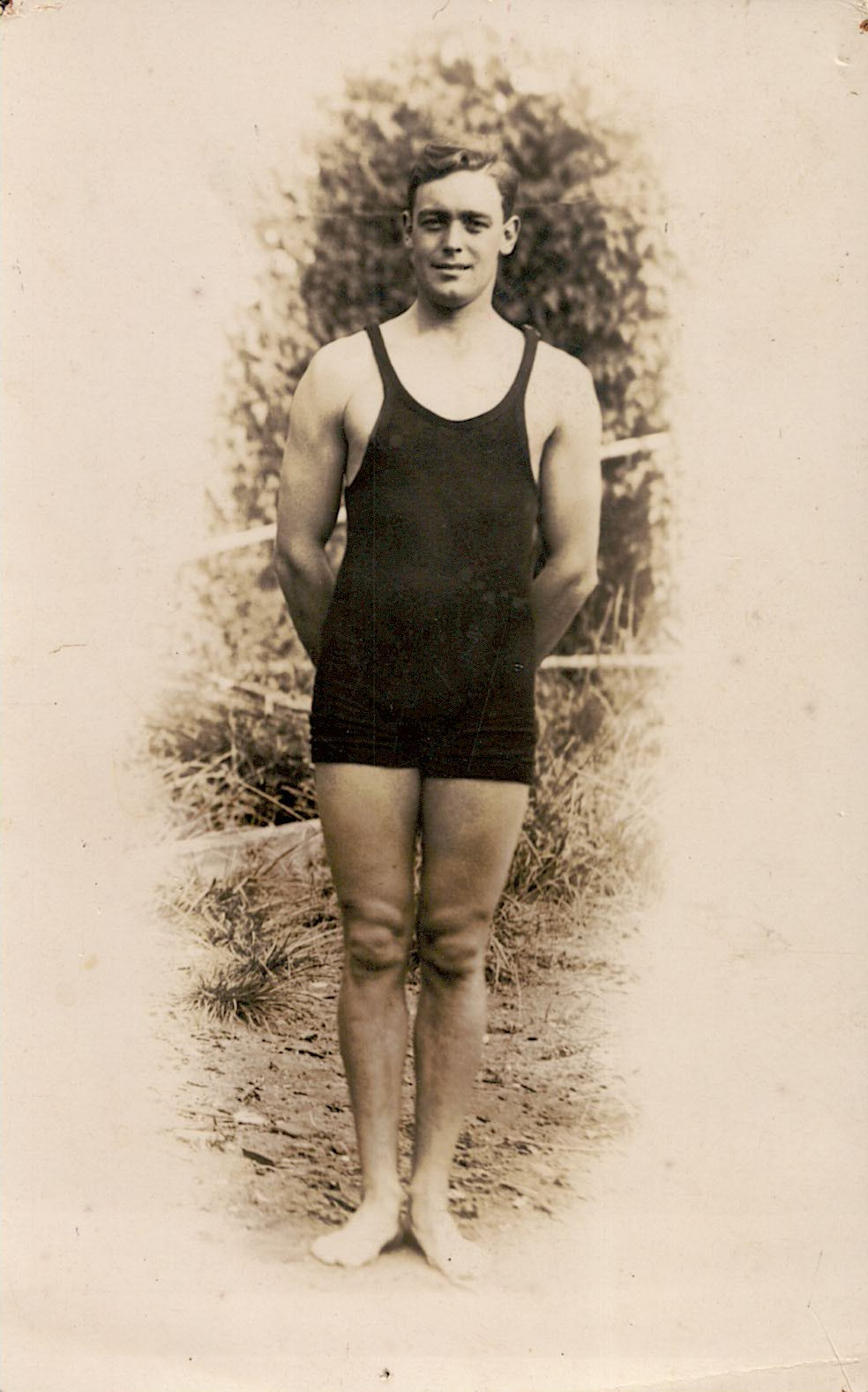
Moss Christie (1923) in Manly

Maurice Froomes „Moss“ Christie (* 18. September 1901 in Sydney; † 19. Dezember 1978 ebenda) war ein australischer Schwimmer. Er gewann eine olympische Silbermedaille.

## Sportliche Karriere
Bei den Olympischen Spielen 1924 in Paris schied Moss Christie im Vorlauf über 1500 Meter Freistil aus. In seinem nächsten Wettkampf, den 400 Meter Freistil, lag er sogar noch weiter zurück als auf der Langstrecke. Schließlich war auch über 100 Meter Freistil im Vorlauf für ihn Schluss. In der 4-mal-200-Meter-Freistilstaffel siegten Moss Christie, Frank Beaurepaire, Ernest Henry und Ivan Stedman sowohl in ihrem Vorlauf als auch in ihrem Halbfinale. Im Endlauf kam Andrew Charlton auf die Startposition, Christie, Beaurepaire und Henry rückten jeweils nach hinten. Die Staffel wurde mit 8,8 Sekunden Rückstand Zweite hinter dem Quartett aus den Vereinigten Staaten und hatte 4,6 Sekunden Vorsprung vor den Schweden. Gemäß den bis 1980 gültigen Regeln bekamen nur die Schwimmer Medaillen, die auch im Endlauf eingesetzt waren.